# Мутиха
Мути́ха — посёлок в Красновишерском районе Пермского края. Входит в состав Вайского сельского поселения.

## История
Населённый пункт возник в 1937 году. С мая 1944 по август 1956 года здесь существовал Мутихинский леспромхоз, позднее был мастерский участок Щугорского леспромхоза. Мутиха была центром Мутихинского сельского совета (с 16 декабря 1966 до января 2006 года) и Мутихинского сельского поселения (до 5 марта 2011 года).

## Географическое положение
Расположен на левом берегу реки Акчим, примерно в 41 км к юго-западу от центра поселения, посёлка Вая, и в 62 км к востоку от районного центра, города Красновишерск.

## Население
| 2010 |
| ---- |
| 147  |

## Улицы[4]
- Заречная ул.
- Нагорная ул.
- Силовая ул.
- Черёмушки ул.
- Школьная ул.
- Юбилейная ул.

## Топографические карты
- Лист карты P-40-127,128 Красновишерск. Масштаб: 1 : 100 000. Состояние местности на 1982 год. Издание 1988 г.